# Батов Володимир Васильович
Володимир Васильович Батов (1914—1979) — капітан Робітничо-селянської Червоної Армії, учасник Німецько-радянської війни, Герой Радянського Союзу (1945).

## Життєпис
Володимир Батов народився 14 червня 1914 року в селі Видріно (зараз — Некрасовский район Ярославської області) в сім'ї службовця. У 1933 році закінчив річковий технікум у Рибінську. У вересні 1933 року був призваний до лав в Робітничо-селянської\ Червоної Армії. У 1938 році Батов закінчив військово-морське училище, після чого служив у морській піхоті. З червня 1941 року — на фронтах Німецько-радянської війни. Брав участь у боях на Північно-Західному, Ленінградському, Сталінградському, Західному, Брянському, 2-му і 3-му Українському фронтах. За час війни чотири рази був поранений.
Під час боїв за Тихвін у лютому 1942 року штурмова рота під командуванням Батова прорвала оборону німецьких військ, пройшла 12 кілометрів і вибила його з наступного кордону. 14 лютого 1942 року Батова було поранено. Восени 1942 року, під час оборони Сталінграда, Батов організував оборону займаних його підрозділом позиції, своєчасно приймаючи заходи по відновленню зв'язку і взаємодії з іншими підрозділами. 8 жовтня 1942 року був поранений в районі Оріхівки, після чого до квітня 1943 року перебував у шпиталі.
1 травня 1943 року на чолі розвідроти Батов форсував річку Жиздра в Калузькій області і успішно провів розвідку боєм для того, щоб визначити передній край оборони німецьких військ. Під час цієї операції він отримав чергове поранення, після чого протягом чотирьох місяців перебував у шпиталі.
10 березня 1944 року в бою був четвертий раз поранений, до червня перебував на лікуванні в госпіталі. Після лікування старший лейтенант Батов продовжив службу на посаді командира батальйону 734-го стрілецького полку 233-ї стрілецької дивізії. Наказом від 5 липня 1944 року був нагороджений орденом Червоного Прапора.
Брав участь у Яссько-Кишинівській операції, визволенні Румунії, Угорщини, Югославії. Відзначився під час форсування Дунаю. 6 листопада 1944 року в районі населеного пункту Батіно батальйон Батова закріпився на плацдармі і протягом двох діб давав відсіч потужним контратакам німецьких військ, а потім перейшов в атаку і захопив пануючу над плацдармом висоту. У наступних боях Батов був важко контужений.
Указом Президії Верховної Ради СРСР від 24 березня 1945 року за «зразкове виконання бойових завдань командування на фронті боротьби з німецькими загарбниками і проявлені при цьому відвагу і геройство» капітан Володимир Батов був удостоєний високого звання Героя Радянського Союзу з врученням ордена Леніна і медалі «Золота Зірка» за номером 5456.

Меморіальна дошка Володимиру Батову

Після закінчення війни був демобілізований. Проживав і працював у Харкові. Помер 28 жовтня 1979 року. Похований на харківському міському кладовищі № 2.
Був нагороджений орденом Червоного Прапора, а також низкою медалей.
У Харкові встановлена меморіальна дошка на будинку де він жив.